# AZNIG
Aznig（アズニーグ）は、日本のオルタナティヴ・メタルバンド。

## 略歴
2008年、オーストラリア・シドニーにてVo.YUTAが大学在学中に出会ったGt.のKENと前身のメタルユニットを結成。
2021年、前身のメタルユニットから派生し、バンド形式となり現在のスタイルを確立する。
バンド名の「AZNIG」の由来は、Vo.YUTA, Gt.KENが当時入っていたスタジオが東京都銀座にあったため、GINZAを反対から読み、AZNIGと名付けた。

## 音楽性
メンバーはデフトーンズ、システム・オブ・ア・ダウン、マッドヴェイン、コーン (バンド)などを好んで聴いているが、音楽性のこだわり・偏りなく活動することをモットーにしている。ポスト・ハードコアよりの激しめの音楽だけでなく、多種多様な音楽性を取り入れている。

## メンバー
Vo. YUTA
- バンド公式twitterを管理しており、リーダーである。

Gt. KEN
- インドネシア出身ギタリスト、バンドのソロソングライター。唯一の外国人メンバーである。

Gt.SHUN
Ba.TAKUYA
Dr.HIDETO

## ディスコグラフィ
※デジタルリリースの作品。

### シングル
- あなた「無し」では（2023年2月）
- They never learn（2022年3月）
- EMPTY ROOM（2023年9月）
- SETSUNA

→depersonalization,茜色の声 の2曲収録。
（2024年11月）
- Fog(2025年4月)

### ミニアルバム
- CHEMISTRY（2024年7月）

### フルアルバム
- 宵(よい)  (2025年7月)

　
※CD版:全国のレコードショップにて所属レーベルより
リリースデビュー予定。
(2025年8月22日。ボーナストラック2曲挿入)